# Trichearias
Trichearias là một chi côn trùng thuộc họ Tineidae.